# Карповська (Ленінградська область)
Карповська (рос. Карповская) — присілок Бокситогорського району Ленінградської області Росії. Входить до складу Самойловського сільського поселення.
Населення — 3 особи (2003 рік). 